# Гжелка
Гже́лка (рос. Гжелка) — річка в Росії, у Московській області, ліва притока Москви-ріки, протікає по західній окраїні Мещерської низовини. На річці розташовані маленькі села, що входять у сільське поселення Гжельське: Кошерово, Обухово, Трошково і велике село Гжель.

## Гідрологія
Довжина близько 30 км (за даними водного реєстру — 32 км). Рівнинного типу. Живлення переважно снігове. Замерзає в листопаді — на початку грудня, скресає наприкінці березня — у квітні.
Код Державного водного реєстру Росії — 09010101812110000024195.

### Притоки
(відстань від гирла)
- 7 км: річка Дорка (лів.)
- 12 км: річка Донинка (пр.)
- 23 км: Каменка (лів.)

## Назва
Первісною формою назви Гжелка була «Гжель», вона дала своє ім'я селу і волості. Проте з часом село росло, водність річки з освоєнням території зменшувалася, і гідронім став сприйматися як похідний від назви села зі зменшувальним суфіксом -ка. Припускається балтійське походження назви: від балтійського сполучення кореня і суфікса gud(i)-el- (пор. прусськ. gudde — «чагарник»). Близькі топонімічні паралелі можна знайти на заході Росії, на території поширення балтійської гідронімії (місця розселення племені голядь): притока Дими річка Гжелка (Агжелка, Гжолка), притока Вазузи річка Гжать, у якої є притока Кзелка, чия назва зіставна з давньою назвою Гжелки Кжеля (чергування ж-з у назвах Верхнього Подніпров'я трапляється часто).